# Solefald
Solefald (с др.-скан. — «Закат») — норвежская экспериментальная блэк-метал-группа, основанная в 1995 году. В состав дуэта входят гитарист/басист/вокалист Корнелиус Яхельн и барабанщик/клавишник/вокалист Ларс Недланд (также участник Borknagar с 1999 года).

## Характеристики
Стиль
Согласно AllMusic, в качестве отправной точки для группы можно назвать пост-блэк-метал. Как и другие похожие норвежские группы (Arcturus, Dødheimsgard и Fleurety), Solefald в дальнейшем приобрела более сложное для классификации звучание, добавив регги, электронные/танцевальные ритмы, гитары в стиле панк-рок, интенсивное использование клавишных (сверх того, что типично для блэк-метала) и даже редкий речитатив (особенно в альбоме Neonism 1999 года). Группа обращается к викинг-металу в двойном альбоме Red for Fire: An Icelandic Odyssey Part I (2005) и Black for Death: An Icelandic Odyssey Part II (2006).
Лирика
Основные темы: философия, социальный комментарий/сатира, поток сознания, мифология.
Согласно AllMusic, их тексты затрагивает темы, связанные с потреблением, модой и современной городской жизнью в целом, в отличие от сатанизма, норвежского фольклора, лесов, волков и т. д. — часто выражая саркастическое чувство юмора в процессе.
Альбомы группы в большинстве своём являются концептуальными, например Pills Against the Ageless Ills (2001), рассказывающий историю двух братьев — Philosopher Fuck и Pornographer Cain. Альбом In Harmonia Universali (2003) содержит десять песен, основанных на различных философах и божествах. Двойной альбом Red for Fire: An Icelandic Odyssey Part I (2005) и Black for Death: An Icelandic Odyssey Part II (2006) — история исландского скальда Браги, влюбившегося в королеву Дизу, жену короля Хаукура.
Дизайн обложек
На обложке дебютного альбома The Linear Scaffold (1997) представлена картина Одда Нердрума 1986 года «Возвращение Солнца». В интервью журналу Chronicles of Chaos на вопрос «Каким образом обложка относится к концепции альбома?» Корнелиус отвечает: «„Возвращение Солнца“ изображает грандиозный цикл всего, что существует. Восход, закат, день и ночь, жизнь и смерть и т. д. Вы можете в определённой степени повлиять на то, что происходит с вами, но в большинстве случаев мы приветствуем жизнь возбуждённой мимикой, как та, что на картине, и принимаем то, что получаем».
Все альбомы, начиная с 2005 года, содержат минималистские изображения, похожие на Картинные камни, отсылающие к скандинавской культуре.

## История
Группа появилась в 1995 году, выпустив демо Jernlov, прежде чем подписать контракт с итальянским лейблом Avantgarde, с которым они выпустили свои первые два альбома: The Linear Scaffold (1997) и более экспериментальный Neonism (1999). Очередные два альбома вышли на немецком лейбле Century Media: Pills Against the Ageless Ills (2001) и In Harmonia Universali (2003). На французском лейбле Season of Mist появился викинг-метал-альбом Red for Fire: An Icelandic Odyssey Part I (2005) и его продолжение — Black for Death: An Icelandic Odyssey Part II (2006). После чего группа перешла на норвежский лейбл Indie Recordings.

## Участники
Текущий состав
- Корнелиус Якхельн[комм. 1] — вокал, гитара, бас, сэмплирование (1995-н. в.)
- Ларс Аре "Lazare" Недланд[комм. 2] — вокал, фортепиано, клавишные, синтезаторы, органы, барабаны - (1995-н. в.)

Текущие участники живых выступлений
- Кьетил Д. Педерсен[комм. 3] — гитары (2012-н. в.)
- Джонар Холанд[комм. 4] — гитары (2012-н. в.)
- Синдре Недланд[комм. 5] — клавишные, синтезаторы, бэк-вокал (2012-н. в.)
- Александр Лебовски Бё[комм. 6] — бас (2013-н. в.)
- Баард Колстад[комм. 7] — ударные (2013-н. в.)

Бывшие участники живых выступлений
- Джон Эрик Якобсен[комм. 8] — вторая гитара (1998)
- Йенс-Петтер Сандвик — бас (1998)
- Таральд Ли — барабаны (1998)
- Силье Ульвевадет Дали — скрипки в Pills (2001)
- Кьетил Сельвик — саксофон в In Harmonia и Red For Fire (2003, 2005)
- Кристиан Крюгер, Кьетил Сельвик и Сигурд Хойе — хор в In Harmonia (2003)
- Эгги Фрост Петерсон — вокал в Red For Fire (2005)
- Йормундур Инги Хансен — устное слово в Red For Fire (2005)
- Ингвильд "Sareeta" Йоханнесен[комм. 9] — Скрипка в Red For Fire и Black For Death (2005, 2006)
- Джулианна Костёл — Виолончель в Red For Fire и Black For Death (2005, 2006)
- Кристофер Рюгг[комм. 10] — вокал в Black For Death (2006)
- Агнете Кьёлсруд[комм. 11] — вокал в Norrøn Livskunst
- Вангелис Лабракис — гитара в Norrøn Livskunst

## Дискография
Альбомы
- The Linear Scaffold (1997)
- Neonism (1999)
- Pills Against the Ageless Ills (2001)
- In Harmonia Universali (2003)
- Red for Fire: An Icelandic Odyssey, Pt. 1 (2005)
- Black for Death: An Icelandic Odyssey, Pt. 2 (2006)
- Norrøn Livskunst (2010)
- World Metal: Kosmopolis Sud (2015)

Прочее
- JernLov (1996) — демо
- The Circular Drain (2008) — юбилейный сборник, включает демо JernLov и несколько ремиксов.
- Norrønasongen: Kosmopolis Nord  (2014) — мини-альбом